# Esla Centros de Formación
Esla Centros de Formación es un grupo educativo español cuya labor de formación orientada al empleo y a la formación de opositores se desarrolla de manera presencial, online y a distancia desde 2002. Está presente en tres comunidades autónomas y cuenta con 12 centros.

## Desarrollo
El grupo educativo comenzó su andadura en Zamora, en 2002, como empresa familiar dedicada a la formación profesional para el empleo. A partir de esta primera academia ubicada en Zamora capital se fueron abriendo distintos centros en Castilla y León, Madrid y la Comunidad Valenciana. En 2008 se inauguró el centro de Toro, y en 2010 la Escuela de Hostelería en Zamora. En 2012 el grupo abrió otra delegación en Benavente, en 2014 en Salamanca y Madrid,  en 2019 en Ávila y León, en 2020 en Valladolid y en 2021 en Gandía (Valencia), adquiriendo dimensión estatal al ofrecer formación a distancia y online.
En cuanto a la orientación y formación de opositores a la administración estatal, autonómica y local, se preparan las oposiciones dentro del sector de la Educación; Cuerpos y Fuerzas de Seguridad; Justicia; Sanidad y Trabajo Social. Cada año el grupo celebra un evento en reconocimiento de los opositores que han logrado su plaza, acto que se desarrolla en el Teatro Ramos Carrión de la ciudad de Zamora. 
Al estar orientada hacia el empleo, la formación cuenta con ejercicios prácticos y simulaciones de casos concretos como el simulacro de accidente laboral que puso fin a un curso sobre transporte sanitario. En él, dos trabajadoras se precipitaban al vacío al realizar trabajos verticales en altura en una nave industrial, e intervenían protección civil, ambulancias e instalaciones industriales.

## Acreditaciones profesionales
El grupo Esla Formación está acreditado para impartir formación profesional para el empleo por el Servicio Público de Empleo Estatal, lo que les permite la formación vinculada al Catálogo Nacional de Cualificaciones Profesionales (CNCP); formación vinculada a la obtención de certificados de profesionalidad; formación certificable para los procesos de acreditación de competencias y formación vinculada a los contratos para la formación y el aprendizaje. Para la realización de las prácticas ligadas a todas esta formación profesional han firmado diversos convenios con las administraciones públicas y empresas privadas.
En cuanto a los diferentes sectores profesionales colaboran en la formación dentro del Convenio General de la Construcción a nivel nacional (tarjeta profesional o tpc de construcción, metal, madera y mueble); en el sector industrial para la formación en Prevención de Riesgos Laborales en el manejo de Maquinaria; en sanidad para la formación de Manipulador de Alimentos en todas sus especialidades; en seguridad privada para la formación, actualización y adiestramiento profesional del personal de seguridad privada (vigilantes de seguridad, escoltas y detectives privados).
El grupo también está acreditado como centro examinador de la Universidad Católica de Ávila, de la Universidad de Gales y del Instituto Cervantes (Diplomas DELE o Diploma de Español como Lengua Extranjera y como Centro Examinador de la Prueba de conocimientos constitucionales y socioculturales de España (CCSE)).
Como agencia de colocación está autorizada por el Servicio Público de Empleo Estatal (N° 9900000152), actuando de intermediario entre los trabajadores y las empresas.

## Modalidades en formación
El catálogo de cursos, oposiciones y formación es actualizado anualmente, y siempre orientado a la empleabilidad. Esta formación está organizada en cinco sectores: 
- Formación profesional para el empleo dirigida a personas desempleadas y trabajadores,[9] con cursos presenciales, gratuitos y avalados por la administración pública (Servicio Público de Empleo Estatal),[10] cuya duración permite una formación especializada en diversos ámbitos.[10]

- Preparación de oposiciones: en modalidad presencial o a través de aula virtual, dentro del sector de la Administración; Educación; Cuerpos y Fuerzas de Seguridad; Justicia; Sanidad y Trabajo Social.[2]

- Formación en Seguridad Privada: preparación para Vigilantes de Seguridad Privada, cursos de especialización y reciclaje.

- Formación en y para empresas: mediante las diversas modalidades: presencial, blended learning o semipresencial, a distancia y online; permite a los empresarios la formación de sus empleados mediante la bonificación.

- Formación personalizada a particulares (niños y adultos): adaptación de los cursos profesionales y de empresas para una mejor cualificación profesional.[11]

## Teleformación  y uso de tecnologías de la información y comunicación
El cambio hacia la digitalización se vio fomentado desde las administraciones públicas a partir de la pandemia Covid-19, por lo que se ha desarrollado desde entonces la formación profesional online acreditable para facilitar el acceso a la formación para aquellas personas que no tienen posibilidad de asistir de forma presencial.  El grupo apuesta por las tecnologías de la información como herramienta para la formación que permite no solo la compatibilidad del trabajo u otras obligaciones con la formación sino también el cambio en el mundo rural,  el impulso a las mujeres y la conciliación familiar. El grupo mediante la metodología mixta presencial/digital pretende evitar las consecuencias negativas de la digitalización, como es la falta de socialización, el aislamiento y el individualismo.